# Michał Walczak
Michał Walczak (n. 1979, Sanok) este un dramaturg și regizor polonez. A studiat la Academia de Teatru din Varșovia. 
A debutat cu piesa Piaskownica, printre alte piese se numără: Podróży do wnętrza pokoju (2003), Nocny autobus (2004), Dziwna rzeka (2003), Kopalnia (2004), Pierwszy raz.
Piesele sale au fost traduse în limbile engleză, germană, lituaniană, italiană, franceză, maghiară.

## Piese de teatru
- Piaskownica (Groapa cu nisip,[3] 2002)
- Podróż do wnętrza pokoju (2003)
- Dziwna rzeka (2003)
- Kopalnia (2004)
- Pierwszy raz
- Polowanie na łosia (2009)
- Amazonia (2011)